# Carnival Fantasy (schip, 1990)
De Carnival Fantasy was een cruiseschip van Carnival Cruise Lines en is het eerste schip uit de Fantasy-klasse. De Fantasy werd toegevoegd aan de vloot van Carnival in 1990 en was het oudste schip van de rederij tot ze in juli 2020 naar de sloop in Turkije werd gevaren.

## Renovaties
In 2008 werd de Fantasy in het kader van het renovatieprogramma "Evolution of fun" als derde schip verbouwd. Dit 250 miljoen dollar grote programma begin in 2007 met de restauratie van de Inspiration en Imagination. De Fantasy werd het derde schip. Hiertoe verbleef het schip in 2008 een maand in het droogdok.
Tijdens de renovatie kreeg het schip onder andere een aquapark. Dit onderdeel van het schip is ongeveer 4 verdiepingen hoog en 90 meter lang. Het beschikt over een dubbele glijbaan, diverse jets en waterfonteinen. De bodem van het zwembad is gemaakt van zeer flexibel materiaal, om eventuele schokken op te vangen. Ook werd een gebied op het achterste deel van het promenadedek toegevoegd. Het is uitgerust met een teakhouten vloer, tientallen stoelen, twee bubbelbaden en een bar. Dit gebied is alleen toegankelijk voor volwassenen, om de naam Serenity te kunnen behouden. De restauratie heeft er ook voor gezorgd dat het schip een midgetgolfbaan, een Mongools restaurant, nieuwe ontspanningsruimtes en internet verkreeg.

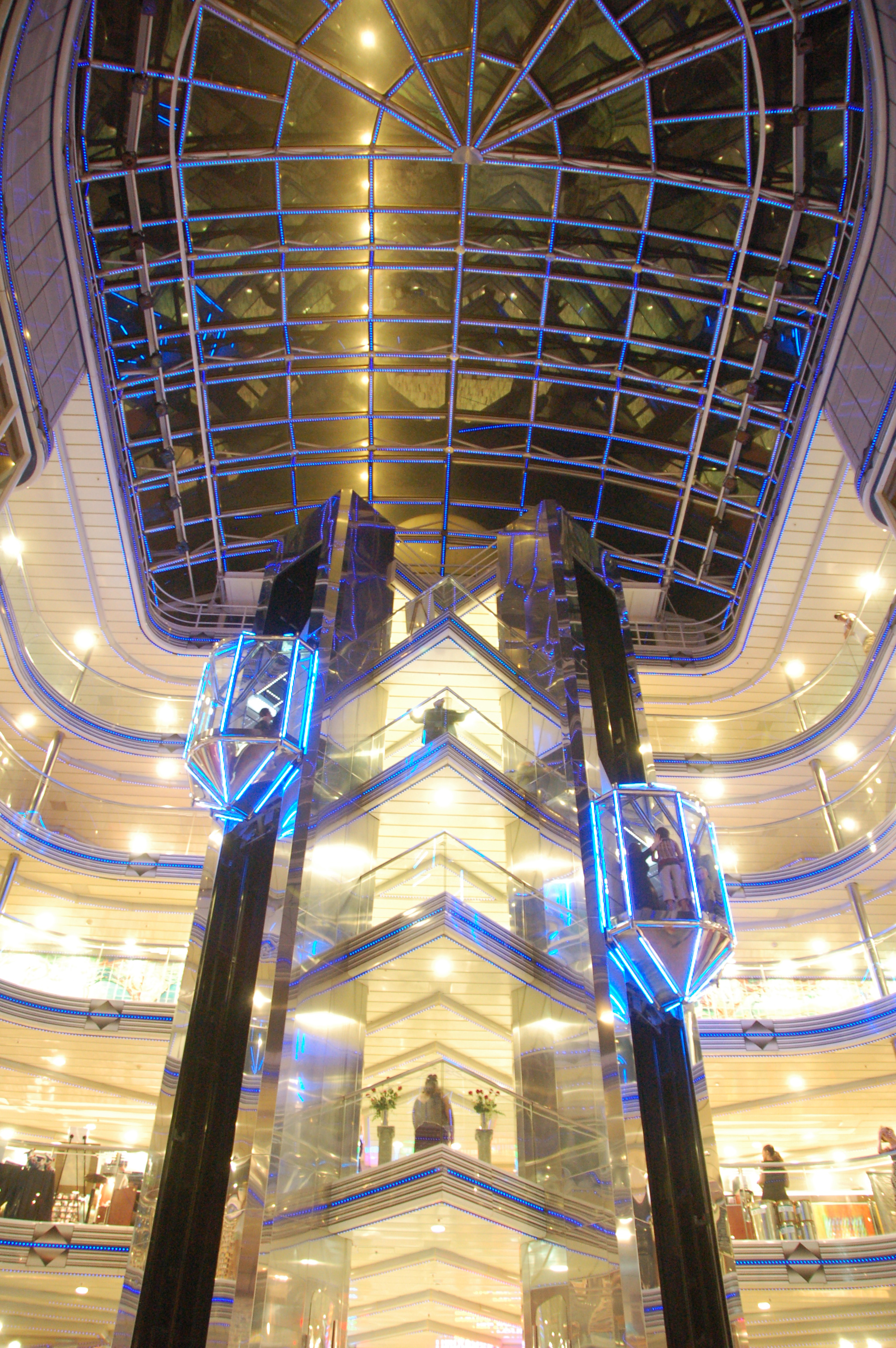
Atrium van Carnival Fantasy